# ダークマター星
ダークマター星(Dark star)は、現在の恒星が形成できるようになる前の段階の宇宙に存在したと考えられている仮説上の天体の種類である。ダークマター星の質量の大部分は、現在の恒星と似た通常の物質であるが、その内部に、高密度のニュートリノダークマターを持ち、対消滅による熱が発生している。この熱によって、ダークマター星は、現在の恒星のような小さなサイズに崩壊することがなく、また、核内での通常の物質の燃焼が起こらない。
このモデルでは、ダークマター星は、直径4天文単位から2000天文単位の水素とヘリウムの巨大な雲になり、裸眼で放射光が見えないほど表面温度が低くなると予測される。